# 山田正樹
山田 正樹（やまだ まさき）は、日本の男性アニメーター、キャラクターデザイナー、作画監督である。

## 参加作品

### テレビアニメ
1994年
- メタルファイター♥MIKU（動画チェック）

1995年
- NINKU -忍空-（1995年 - 1996年、原画）

1997年
- 新・天地無用!（原画）

1998年
- ゼノギアス（美術協力）
- バブルガムクライシス TOKYO 2040（1998年 - 1999年、キャラクターデザイン・総作画監督・作画監督）

1999年
- メルティランサー The Animation（原画）

2001年
- 破邪巨星Gダンガイオー（キャラクターデザイン・総作画監督・作画監督）
- 天地無用! GXP（作画監督・総作画監督協力・原画）

2002年
- 超重神グラヴィオン（原画）

2003年
- ラストエグザイル（原画）
- 君が望む永遠（原画）
- 銀河鉄道物語（-2004年、原画）

2004年
- 神魂合体ゴーダンナー!! SECOND SEASON（絵コンテ）
- APPLESEED アップルシード（キャラクターデザイン）
- サムライチャンプルー（作画監督・作画監督補助）
- STEAMBOY スチームボーイ（原画）

2005年
- まじかるカナン（キャラクターデザイン・総作画監督）
- ローゼンメイデン トロイメント（2005年 - 2006年、作画監督）

2006年
- 天保異聞 妖奇士（2006年 - 2007年、作画監督協力）
- Ergo Proxy（作画監督・作画監督補佐・作画監督協力・原画）
- うたわれるもの（原画）

2007年
- 天元突破グレンラガン（キャラクター作画監督・原画）
- ぼくらの（原画）
- スカルマン（作画監督）
- アフロサムライ（作画監督・原画）

2008年
- RD 潜脳調査室（原画）
- ミチコとハッチン（2008年 - 2009年、キャラクターデザイン協力・メカ小物設定協力・作画監督・原画）

2009年
- 戦国BASARA（作画監督 原画）
- 戦う司書 The Book of Bantorra（キャラクターデザイン・総作画監督・エンディングアニメーション・エンドカードイラスト・作画監督・原画）

2011年
- TIGER & BUNNY（羽山賢二と共同キャラクターデザイナー）
- デッドマン・ワンダーランド（キャラクターデザイン・総作画監督）

2012年
- 宇宙戦艦ヤマト2199（原画協力）

2013年
- サムライフラメンコ（インアニメーター・サブキャラクターデザイン・デザイン協力・作画監督・作画監督補佐・原画）
- THE UNLIMITED 兵部京介（作画監督協力）

2017年
- THE REFLECTION（総作画監督）

2019年
- ULTRAMAN（キャラクターデザイン）

2020年
- pet（総作画監督）
- ゴールデンカムイ（総作画監督）

2022年
- ドールズフロントライン（キャラクターデザイン・総作画監督）
- ブッチギレ!（総作画監督）

2025年
- ユア・フォルマ（総作画監督）

### 劇場アニメ
- ああっ女神さまっ 劇場版（2000年、原画）
- EX MACHINA -エクスマキナ-（2007年、キャラクターデザイン）
- 映画ドラえもん のび太の人魚大海戦（2010年、原画）
- APPLESEED α アップルシード アルファ（2015年、キャラクターデザイン）
- 虐殺器官（2017年、デザインワークス）

### OVA
- 湘南純愛組!（1994年 - 1997年、原画）
- 紺碧の艦隊（1994年 - 2003年、作画監督補）
- 奴隷戦士マヤ（1996年 - 1997年、キャラクターデザイン）
- G-taste（1999年 - 2000年、キャラクターデザイン）
- 教科書にないッ!（1998年、キャラクターデザイン 総作画監督）
- 太陽の船 ソルビアンカ（1999年、原画）
- GRAVITATION グラビテーション（1999年、原画）
- 高校鉄拳伝タフ（2001年、作画監督協力）
- 妖囁（2002年、キャラクターデザイン）
- ダーク・シェル 檻の中の艶（2003年、キャラクターデザイン）
- Lingeries（2003年 - 2004年、キャラクターデザイン 作画監督）
- 大江戸四十八手（2007年、キャラクターデザイン）

### Webアニメ
- ULTRAMAN（2019年、キャラクターデザイン）

### ゲーム
- 全国制服美少女グランプリ
- PS2用ソフト 戦国BASARA（2005年、アニメーションパート 原画）

### 小説イラスト
- テイルズ オブ レジェンディア 誓いの星 上巻/下巻（2005年、イラストレーション）